# Chemical Industry & Chemical Engineering Quarterly
Chemical Industry & Chemical Engineering Quarterly, abgekürzt Chem. Ind. Chem. Eng. Q., ist eine wissenschaftliche Fachzeitschrift, die von der Vereinigung der serbischen Chemieingenieure veröffentlicht wird. Die Zeitschrift erscheint mit zwölf Ausgaben im Jahr. Es werden Arbeiten veröffentlicht, die sich mit Forschung aus der chemischen Industrie und dem Bereich des Chemieingenieurwesen beschäftigen.
Der Impact Factor lag im Jahr 2014 bei 0,892. Nach der Statistik des ISI Web of Knowledge wird das Journal mit diesem Impact Factor in der Kategorie angewandte Chemie an 48. Stelle von 72 Zeitschriften und in der Kategorie chemische Ingenieurwissenschaft an 89. Stelle von 135 Zeitschriften geführt.